# Simon Farre
Simon Farre, né le 25 août 1986 à Échirolles (Isère), est un joueur français de basket-ball en fauteuil roulant évoluant actuellement au club de Élan Chalon.
Atteint de Spina bifida, il s'essaye très jeune à plusieurs sports adaptés avant de se fixer sur le handibasket en 2002, à l'âge de 16 ans. Rapidement repéré par les sélections locales et nationales, il intègre en 2004 l'équipe de l'Entente Villefranche-Mezieu, alors en Nationale 1B. Il y reste jusqu'à la fin de ses études en 2009, à la suite de quoi il rejoint la formation de Thonon Chablais Handibasket, alors Thonon Basket Handisport. Du poste d'ailier à ses débuts, il passe meneur et capitaine de l'équipe à Thonon. 
Simon Farre arrête le basket en juin 2015 pour se consacrer à l'aviron, puis reprend la compétition pour la saison 2016-2017, la dernière saison de l'équipe de Thonon. Simon a été recruté par l'équipe handibasket de Élan Chalon qui évolue actuellement dans le championnat de France de handibasket Nationale B.

## Carrière
- 2002-2004 : Handibasket Valence (N3)
- 2004-2009 : Entente Villefranche-Meyzieu
- 2007-2009 : Capitaine de l'équipe de France espoir
- 2009-2010 : club Thonon Basket Handisport, division nationale 1C
- 2010-2014 : club Thonon Basket Handisport, division nationale 1B
- 2014-2015 : Thonon Chablais Handibasket, division nationale 1A
- 2016-2017 : Thonon Chablais Handibasket, division nationale 1A
- 2017-2018 : club Élan Chalon, division nationale 1B
- 2018-2019 : club Élan Chalon, division nationale 1B

## Palmarès
- 2004 : Vice-champion d'Europe avec l'équipe des moins de 25 ans
- 2004-2005 : Champion N1B avec l'Entente Villefranche-Mezieu
- 2005 à 2008 : Champion de France des moins de 25 ans avec l'équipe Rhône-Alpes
- 2005 : 7e aux championnats du monde espoirs avec l'équipe de France à Londres
- 2009 : Vice-champion de France des moins de 25 ans avec l'équipe Rhône-Alpes
- 2010 : Champion de France des moins de 25 ans avec l'équipe Rhône-Alpes
- 2013 : Coupe de France de la Commission[2]